# Stéphane Chambon
Stéphane Chambon (Carpentras, 10 agosto 1965) è un pilota motociclistico francese ritiratosi dall'attività agonistica, campione mondiale Supersport nel 1999.

## Carriera
È il fratello maggiore del superider Boris Chambon, campione del mondo supermoto S2 nel 2005 su KTM.
Ex crossista, fu uno dei primi piloti al mondo a rispondere, alla fine degli anni ottanta, al richiamo dell'emergente Supermotard. È ricordato come uno dei padri fondatori della specialità, avendo anche vinto cinque titoli francesi. Nel 1996 fa il suo esordio nel mondiale Superbike partecipando alle prime quattro gare in calendario in sella ad una Ducati. Ottiene qualche punto valido per la classifica. Dal 1997 al 2000 partecipa al mondiale Supersport andando a vincere il titolo nella stagione 1999 in sella ad una Suzuki GSX-R600 del team Suzuki Alstare.
Nel 2001 è pilota titolare nel mondiale Superbike, in sella ad una Suzuki GSX R750 del team Alstare Suzuki. Disputa una stagione costante andando regolarmente a punti. Chiude la stagione al dodicesimo posto con centoventidue punti ottenuti. Dal 2002 al 2006 è pilota titolare nel mondiale Supersport andando ad ottenere l'ultimo successo in occasione del Gran Premio di Gran Bretagna nel 2003.
Oltre al titolo mondiale, ottiene anche due titoli francesi nella categoria Supersport. Questi risultati, uniti a quanto ottenuto nel Motocross e nel Supermotard fanno di Chambon un motociclista eclettico come Jean-Michel Bayle. Terminata la propria carriera agonistica non disdegna di prendere parte ad eventi amatoriali anche con mezzi storici.

## Risultati in gara

### Campionato mondiale Superbike
| 1996 | Moto   |    |    |    |    |    |    |    |     |  |  |  |  |  |  |  |  |  |  |  |  |  |  |  |  |  |  | Punti | Pos. |
| ---- | ------ | -- | -- | -- | -- | -- | -- | -- | --- |  |  |  |  |  |  |  |  |  |  |  |  |  |  |  |  |  |  | ----- | ---- |
| 1996 | Ducati | 18 | 16 | 15 | 15 | 14 | 19 | 17 | Rit |  |  |  |  |  |  |  |  |  |  |  |  |  |  |  |  |  |  | 4     | 43º  |

| 2001 | Moto   |    |    |    |    |   |    |    |    |   |   |   |    |    |   |    |    |     |    |   |   |    |    |    |    |   |     | Punti | Pos. |
| ---- | ------ | -- | -- | -- | -- | - | -- | -- | -- | - | - | - | -- | -- | - | -- | -- | --- | -- | - | - | -- | -- | -- | -- | - | --- | ----- | ---- |
| 2001 | Suzuki | 10 | 10 | 10 | 10 | 8 | AN | 15 | 18 | 6 | 9 | 9 | 12 | 10 | 8 | 14 | 13 | Rit | 12 | 7 | 9 | 12 | 13 | 13 | 12 | 8 | Rit | 122   | 12º  |

| Legenda | 1º posto        | 2º posto            | 3º posto           | A punti      | Senza punti        | Grassetto – Pole position Corsivo – Giro più veloce |
| Legenda | Gara non valida | Non qual./Non part. | Ritirato/Non class | Squalificato | '-' Dato non disp. | Grassetto – Pole position Corsivo – Giro più veloce |

### Campionato mondiale Supersport
| 1997 | Moto   |   |  |   |   |   |   |   |   |   |     |   |  | Punti | Pos. |
| ---- | ------ | - |  | - | - | - | - | - | - | - | --- | - |  | ----- | ---- |
| 1997 | Ducati | 7 |  | 3 | 6 | 1 | 6 | 7 | 5 | 4 | Rit | 3 |  | 119   | 4º   |

| 1998 | Moto   |   |     |   |    |   |   |   |   |   |   |  |  | Punti | Pos. |
| ---- | ------ | - | --- | - | -- | - | - | - | - | - | - |  |  | ----- | ---- |
| 1998 | Suzuki | 8 | Rit | 2 | 10 | 4 | 1 | 2 | 7 | 2 | 3 |  |  | 137   | 3º   |

| 1999 | Moto   |   |   |   |    |   |   |   |   |     |   |   |  | Punti | Pos. |
| ---- | ------ | - | - | - | -- | - | - | - | - | --- | - | - |  | ----- | ---- |
| 1999 | Suzuki | 2 | 2 | 4 | 12 | 8 | 5 | 1 | 1 | Rit | 5 | 3 |  | 153   | 1º   |

| 2000 | Moto   |   |   |   |   |   |     |  |   |   |   |     |  | Punti | Pos. |
| ---- | ------ | - | - | - | - | - | --- |  | - | - | - | --- |  | ----- | ---- |
| 2000 | Suzuki | 3 | 3 | 1 | 9 | 3 | Rit |  | 8 | 2 | 1 | Rit |  | 133   | 3º   |

| 2002 | Moto   |   |   |   |   |   |   |   |    |     |   |   |   | Punti | Pos. |
| ---- | ------ | - | - | - | - | - | - | - | -- | --- | - | - | - | ----- | ---- |
| 2002 | Suzuki | 2 | 3 | 3 | 1 | 5 | 8 | 3 | 13 | Rit | 2 | 9 | 2 | 162   | 3º   |

| 2003 | Moto   |  |   |   |   |   |     |   |   |   |   |   |  | Punti | Pos. |
| ---- | ------ |  | - | - | - | - | --- | - | - | - | - | - |  | ----- | ---- |
| 2003 | Suzuki |  | 4 | 3 | 4 | 2 | Rit | 4 | 1 | 4 | 4 | 5 |  | 137   | 2º   |

| 2004 | Moto   |   |    |   |     |   |    |   |    |   |     |  |  | Punti | Pos. |
| ---- | ------ | - | -- | - | --- | - | -- | - | -- | - | --- |  |  | ----- | ---- |
| 2004 | Suzuki | 5 | 10 | 7 | Rit | 4 | 10 | 8 | 13 | 8 | Rit |  |  | 64    | 8º   |

| 2005 | Moto  |   |   |   |   |   |    |   |   |   |   |     |   | Punti | Pos. |
| ---- | ----- | - | - | - | - | - | -- | - | - | - | - | --- | - | ----- | ---- |
| 2005 | Honda | 7 | 8 | 9 | 8 | 4 | 15 | 7 | 4 | 8 | 6 | Rit | 8 | 94    | 7º   |

| 2006 | Moto     |  |  |     |    |    |    |    |   |     |    |    |   | Punti | Pos. |
| ---- | -------- |  |  | --- | -- | -- | -- | -- | - | --- | -- | -- | - | ----- | ---- |
| 2006 | Kawasaki |  |  | Rit | 10 | 17 | NP | 13 | 7 | Rit | 10 | 16 | 9 | 31    | 15º  |

| Legenda | 1º posto        | 2º posto            | 3º posto           | A punti      | Senza punti        | Grassetto – Pole position Corsivo – Giro più veloce |
| Legenda | Gara non valida | Non qual./Non part. | Ritirato/Non class | Squalificato | '-' Dato non disp. | Grassetto – Pole position Corsivo – Giro più veloce |

## Altri risultati
- 1989: Campione Francese Supermoto (su Husqvarna)
- 1990: Campione Francese Supermoto (su Husqvarna)
- 1990: Vincitore Superbikers di Mettet (su Husqvarna)
- 1991: 3º posto Superbikers di Mettet (su Husqvarna)
- 1992: Campione Francese Supermoto (su Husqvarna)
- 1992: Vincitore Superbikers di Mettet (su Husqvarna)
- 1993: Campione Francese Supermoto (su Husqvarna)
- 1993: Vincitore Superbikers di Mettet (su Husqvarna)
- 1994: Campione Francese Supermoto (su Husqvarna)
- 1994: 3º posto Superbikers di Mettet (su Husqvarna)
- 1995: Vincitore Superbikers di Mettet (su Husqvarna)
- 1996: Campione Francese Supersport (su Ducati)
- 1996: Campione Francese Superbike (su Ducati)
- 1996: Vincitore Superbikers di Mettet
- 2001: Vincitore Starbikers di Mettet (su Suzuki)
- 2001: Vincitore Guidon d'or di Parigi (su Suzuki)
- 2002: 2º posto Superbikers di Mettet (su Suzuki)
- 2002: Vincitore Starbikers di Mettet (su Suzuki)
- 2002: Vincitore Guidon D'or di Parigi (su Suzuki)
- 2003: 2º posto Starbikers di Mettet (su Suzuki)
- 2003: Vincitore Guidon D'or di Parigi (su Suzuki)
- 2004: 2º posto Superbikers di Mettet (su Suzuki)
- 2004: Vincitore Starbikers di Mettet (su Suzuki)
- 2004: Vincitore Guidon D'or di Parigi (su Suzuki)
- 2005: Vincitore Starbikers di Mettet (su Suzuki)
- 2005: 13º posto Guidon D'or di Parigi (su Suzuki)
- 2006: Vincitore Starbikers di Mettet (su Kawasaki)
- 2007: 4º posto Starbikers di Mettet (su Kawasaki)
- 2007: 17º posto X-Games Supermoto di Los Angeles (su KTM)
- 2008: 17º posto Starbikers di Mettet
- 2008: 26º posto Superbikers di Mettet
- 2009: 12º posto Supermotard Indoor De Tours
- 2010: 8º posto Starbikers di Mettet